# John Gilmore (Autor)
Jonathan „John“ Gilmore (* 5. Juli 1935 in Los Angeles, Kalifornien; † 13. Oktober 2016) war ein US-amerikanischer Autor und Gonzo-Journalist.

## Leben
John Gilmore wurde 1935 in Los Angeles geboren und wuchs in Hollywood auf. Seine Mutter arbeitete bei MGM als Darstellerin, während sein Stief-Großvater für RKO Pictures arbeitete. Seine Eltern trennten sich, als er sechs Monate alt war, und er wurde von seiner Großmutter aufgezogen. Gilmores Vater arbeitete beim LAPD. Sein Vater schrieb und moderierte eine Radio-Show, eine Dienstleistung für die Öffentlichkeit seitens des LAPD, in der vielversprechende Sternchen und bekannte Stars (u. a. Bonita Granville, Ann Rutherford, Joan Davis, Hillary Brooke, Ann Jeffreys, Brenda Marshall und andere Schauspieler, mit denen der noch junge John Gilmore bekannt gemacht wurde) aus dem Filmgeschäft auftraten. Als Kind spielte er in einem Film von Gene Autry mit. Er arbeitete mit dem LAPD zusammen und erschien in deren Sicherheitsfilmen und moderierte einige Radio-Shows. Letztendlich spielte er auch in einigen kommerziellen Filmen mit. Die Schauspieler Ida Lupino und John Hodiak waren die Mentoren für Gilmore. Durch John Hodiak lernte er in den 1950er Jahren Marilyn Monroe kennen. Er spielte in einigen Filmen und TV-Serien an der Seite bekannter Schauspieler mit. Später schrieb er Gedichte und Drehbücher, sattelte aber einige Zeit später auf eine Karriere als Autor (True Crime) und Journalist um. Seine Interpretationen zu seinen „sexy Action- und Noir-Romanen“ holte sich der Autor aus den Noir-Filmen der 1940er Jahre.
In seinen Büchern über James Dean und Marilyn Monroe gibt John Gilmore preis, dass er mit beiden eine Beziehung hatte und löste zumindest im Falle der Beziehung mit James Dean eine kontroverse Diskussion aufgrund des bisexuellen Verhältnisses aus.
Bisher ist keines seiner Bücher in deutscher Sprache erschienen.

## Bücher
- Dark Obsession. 1963.
- Strange Fire. 1963.
- The Tucson Murders. 1970.
- The Garbage People. 1971.
- The Real James Dean. 1976.
- Severed: The True Story of the Black Dahlia Murder. 1994.
- Cold-Blooded: The Saga of Charles Schmid, the Notorious „Pied Piper of Tucson“. 1996.
- Laid Bare: A Memoir of Wrecked Lives and the Hollywood Death Trip. 1997.
- Live Fast-Die Young: Remembering the Short Life of James Dean. 1997.
- Fetish Blonde. 1998.
- Manson: The Unholy Trail of Charlie and the Family. 2000.
- L.A. Despair: A Landscape of Crimes & Bad Times. 2005.
- Crazy Streak. 2006.
- Inside Marilyn Monroe. 2007.
- Hollywood Boulevard. 2009.

## Filmografie
- 1947: The Last Round-up
- 1951: Missing Women
- 1956: Lamp unto me feet (in der Folge The Gambler) (TV-Serie)
- 1959: Naked City (in der Folge A little Piece of Action) (TV-Serie)
- 1959: The Lineup (in der Folge Run to the City) (TV-Serie)
- 1959: The United States Steel Hour (in der Folge The Human Comedy) (TV-Serie)
- 1960: Lawman (in der Folge The Last Stop) (TV-Serie)
- 1960: Bonanza (in der Folge The Gunmen) (TV-Serie)
- 1961: The Barbara Stanwyck Show (in der Folge Big Jake) (TV-Serie)
- 1961: Unternehmen Feuergürtel (Voyage to the Bottom of the Sea)
- 1962: Five Weeks in a Balloon
- 1964: Shock Treatment
- 1997: Pop Odyssee 1 – Die Beach Boys und der Satan (TV)
- 1997: Hard Copy (in der Folge James Dean: Dark Side) (TV-Serie)
- 1999: E! True Hollywood Story (in der Folge Last Days of Sharon Tate) (TV-Serie)
- 1999: Unzipped (in der Folge Hollywood) (TV-Serie)
- 2002: E! Mysteries and Scandals (in den Folgen Barbara Payton (2002) und The Black Dahlia (1998)) (TV-Serie)
- 2005: The Secret Map of Hollywood (TV-Mini-Serie)